# Thuộc da

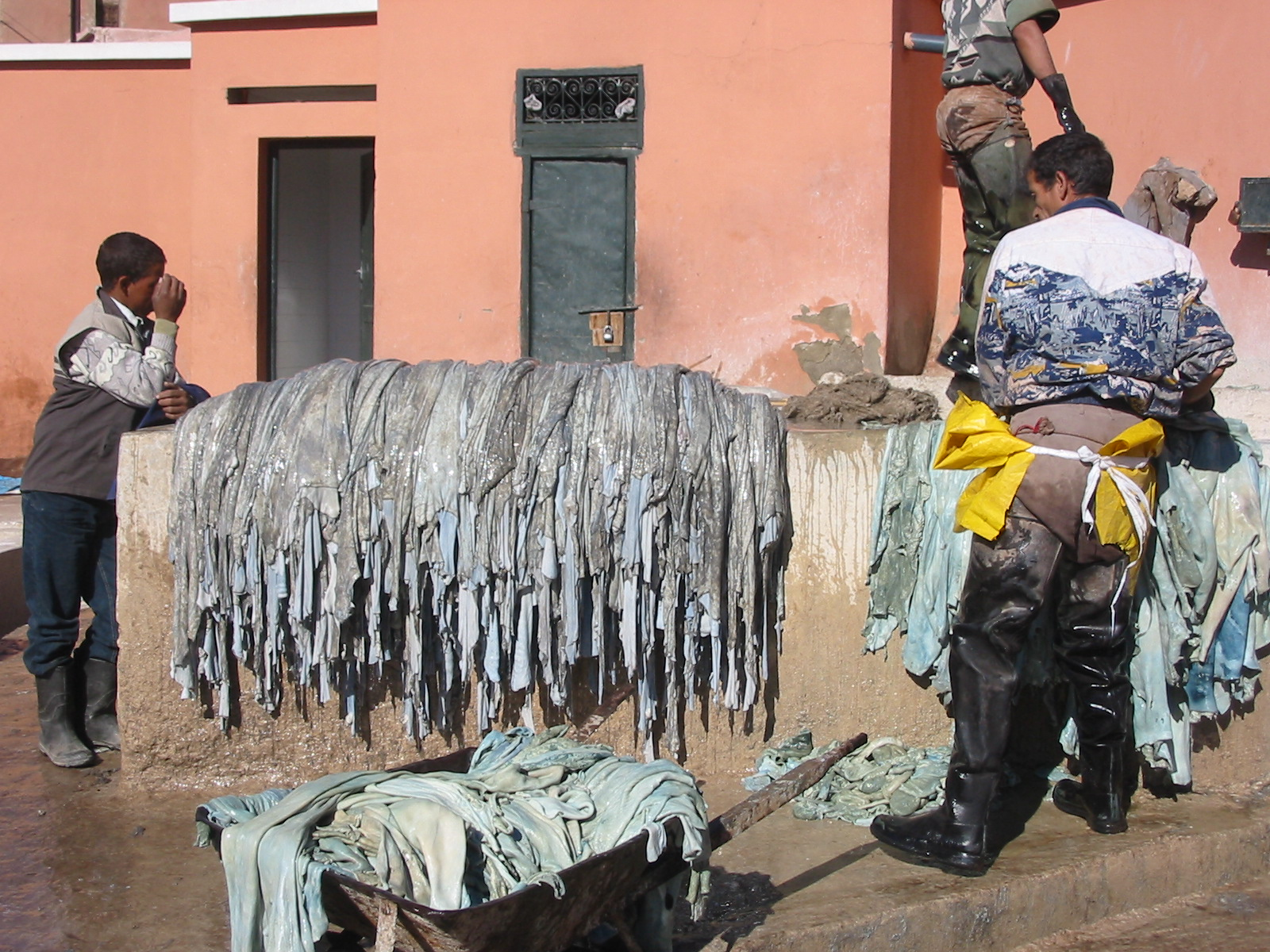
Da thuộc sản xuất ở Marrakesh.

Thuộc da là quá trình xử lý da của động vật để sản xuất da thuộc, là vật liệu bền hơn và khó bị phân hủy hơn. Theo truyền thống, thuộc da sử dụng tanin, một hợp chất hóa học có tính axit. Việc nhuộm màu có thể được áp dụng trong quá trình thuộc da. Xưởng thuộc da là từ để chỉ khu vực nhà xưởng mà da được xử lý.
Thuộc da sống thành da thuộc là một quá trình làm thay đổi vĩnh viễn cấu trúc protein của da. Sản xuất "da sống thô" (da không thuộc nhưng là da làm nguyên liệu sản xuất) không yêu cầu sử dụng tanin. Da sống thô được thực hiện bằng cách loại bỏ thịt, mỡ và sau đó là lông bằng cách sử dụng một dung dịch (như nhúng/ngâm vào nước vôi hay nước tro), sau đó cạo sạch bằng một con dao hơi cùn, rồi sấy khô. Hai dung dịch nói trên để loại bỏ lông cũng có tác dụng làm sạch các mạng thớ sợi của da và cho phép hóa chất thuộc da thấm vào, do đó tất cả các bước của sản xuất da sống thô (trừ sấy khô) thường cũng là những bước mở đầu cho một quy trình phức tạp hơn trong thuộc da và sản xuất da thuộc.
Thuộc da có thể được thực hiện bằng một trong hai phương pháp là thuộc bằng thực vật hoặc thuộc bằng khoáng chất. Trước khi thuộc da, da sống được làm sạch lông, tẩy dầu mỡ, khử muối và ngâm trong nước trong khoảng thời gian từ 6 giờ đến 2 ngày. Để ngăn chặn tổn hại da do vi khuẩn phát triển trong thời gian ngâm ủ, có thể sử dụng thuốc diệt khuẩn như dithiocacbamat. Thuốc diệt nấm như TCMBT, 2- (thiocyanomethylthio) benzothiazol, cũng có thể được thêm vào muộn hơn trong quy trình này để bảo vệ da thuộc còn ẩm ướt không bị nấm mốc phát triển. Sau năm 1980 việc sử dụng pentachlorophenol và thuốc diệt khuẩn chứa thủy ngân cùng các dẫn xuất của chúng đã bị cấm.

## Thuộc bằng thực vật
Phương pháp thuộc bằng thực vật sử dụng tanin. Tanin là một lớp các hóa chất polyphenol làm se có mặt tự nhiên trong vỏ cây và lá của nhiều loài thực vật. Các tanin liên kết với các protein colagen trong da và che phủ lên chúng, làm cho da thuộc trở nên ít thấm nước hơn và khó bị vi khuẩn, nấm mốc tấn công hơn. Quy trình này cũng làm cho da trở nên mềm hơn. Các loại vỏ cây chủ yếu được sử dụng trong thuộc da ngày nay bao gồm các loài trong các chi Castanea, Quercus, Coriaria, Notholithocarpus, Tsuga, Schinopsis, Aspidosperma, các loài cây ngập mặn, Acacia (đặc biệt là Acasia catechu) và Terminalia (như Terminalia chebula). Da sống được căng trên các khung và ngâm vài tuần trong các bể lớn với nồng độ tanin ngày càng tăng. Da thuộc thực vật mềm và được sử dụng trong sản xuất các loại va li hay đồ da gia dụng.

## Thuộc bằng khoáng chất

### Thuộc bằng crom
Trước khi có sự đưa các hóa chất crom vào quá trình thuộc da thì một vài bước là cần thiết để sản xuất ra da sống có thể thuộc. Các bước này bao gồm: cạo lông (loại bỏ lông), tẩm vôi (ngâm tẩm các chất kiềm như natri hydroxide), khử vôi (phục hồi pH trung hòa), ngâm mềm da bằng enzym, và ngâm chua (hạ pH của da sống bằng muối và axit sulfuric).
Độ pH phải là rất axit khi crom được đưa vào để đảm bảo các phức chất crom là đủ nhỏ để ăn khớp với khoảng cách giữa các sợi và phần sót lại của colagen. Khi mức thấm crom mong muốn vào da đã đạt được, độ pH của da lại được nâng lên một lần nữa để tạo thuận lợi cho quy trình thuộc. Bước này gọi là base hóa. Ở trạng thái thô, da thuộc bằng crom có màu xanh lam, vì thế còn gọi là da xanh ẩm. Thuộc bằng crom nhanh hơn so với thuộc bằng thực vật (chưa tới một ngày cho công đoạn này của thuộc da bằng crom) và sản xuất ra da có thể kéo giãn, thích hợp để sản xuất ví, túi xách hay quần áo.

### Thuộc da bằng các khoáng chất khác
Da thuộc bằng khoáng chất chứa crom được gọi là da xanh ẩm, các hình thức thuộc da bằng phèn, các muối zirconi, titan, sắt, hoặc bằng các kết hợp giữa chúng, làm cho da được gọi là da trắng ẩm. Da trắng ẩm cũng là một công đoạn bán thành phẩm như da xanh ẩm, nhưng là thân thiện sinh thái hơn. Nhiệt độ co rút của da trắng ẩm thay đổi trong khoảng 70-85 °C, trong khi đó với da xanh ẩm là trong khoảng 95-100 °C.

## Thuộc da cổ truyền của người Việt
Theo truyền thuyết thì nghề thuộc da ở Việt Nam có từ thời nhà Mạc có vị quan Nguyễn Thời Trung quê ở làng Trắm, huyện Tứ Kỳ, phủ Hạ Hồng (nay là huyện Gia Lộc, Hải Dương) đi sứ sang Tàu rồi học được nghề đem về truyền lại.
Da thường dùng là da trâu hoặc da bò, ngâm sáu giờ trong nước rồi vớt lên bỏ vào trộn với vôi, ngày ngày đảo lên. Sau một tháng thì lại vớt ra, rửa sạch, cạo lông, cắt xén. Muốn nhuộm màu thì dùng nước vỏ vẹt ngâm khoảng một tháng thì sẽ có màu đỏ. Màu vàng thì hơ lửa khoảng năm ngày. Ngoài ra dùng phèn chua để nhuộm trắng.